# Balle courbe
 (avril 2018).
Si vous disposez d'ouvrages ou d'articles de référence ou si vous connaissez des sites web de qualité traitant du thème abordé ici, merci de compléter l'article en donnant les références utiles à sa vérifiabilité et en les liant à la section « Notes et références ».
La balle courbe (en anglais, curveball) est un type de lancer au baseball. Il s'agit d'une balle à effet (breaking ball en anglais).
La balle courbe est utilisée par de nombreux lanceurs, bien qu'il s'agisse rarement de leur lancer principal. 

## Description

### Prise de balle

Rotation d'une balle courbe alors qu'elle avance vers le batteur.

La balle courbe se tient généralement avec l'index et le majeur collés au dessus de la balle, et le pouce sous la balle, au niveau du majeur. Lorsque la balle est lâchée par le lanceur, elle est accompagnée d'un début de supination du poignet. La balle courbe est lancée par tout type de lanceurs (y compris des lanceurs sous-marins ou des lanceurs de côté). La prise de balle, combiné au mouvement du poignet, vise à produire une rotation de la balle du haut vers le bas, vers le batteur. Au contraire d'une balle rapide, où est recherchée une rotation de la balle du bas vers le haut, vers le batteur.  
Cette rotation spécifique donne à la balle courbe sa trajectoire. 

### Trajectoire
Lorsque la balle courbe est lâchée par le lanceur, elle va ensuite changer de trajectoire en s'approchant du batteur. La trajectoire va alors s'incurver vers le bas avec, la plupart du temps, un mouvement horizontal de gauche à droite (lanceurs droitiers) ou de droite à gauche (lanceurs gauchers), du point de vue du batteur. La balle courbe se différencie des autres lancers par un mouvement brutal vers le bas, différent d'un changement de vitesse, où la balle aura un mouvement vers le bas moins brutal, dû uniquement à la gravité.
Certains lanceurs lancent parfois une balle courbe sans mouvement horizontal, parfois appelée vertical slider en anglais.
La trajectoire d'une balle courbe est souvent décrite en utilisant le cadran d'une horloge. Par exemple, la balle courbe appelée vertical slider en anglais, est appelée balle courbe 12-6, car son mouvement est comparable à celui allant de midi, à six heures, sur le cadran d'une horloge.

## Types de balles courbes
Plusieurs types de balles courbes sont connues. Outre la balle courbe classique, et la balle courbe verticale, des prises alternatives sont parfois utilisées. Notamment la knuckle-curve où, comme pour la balle papillon, un ou plusieurs doigts du lanceurs sont pliés, de façon que le bout du doigt, l'ongle, ou une jointure du doigt soit en contact avec la balle, au lieu de l'entièreté du doigt. 
Un mélange de balle courbe et de balle glissante existe également, appelé slurve, mot-valise anglais mélangeant le terme curve : balle courbe et le terme « slider » : balle glissante. La slurve est donc nommée d'après sa trajectoire, qui varie autant en horizontal qu'en vertical, plutôt que d'après la prise de balle.  

## Impact sur la santé
Aujourd'hui encore, de nombreux entraineurs, parents et joueurs prétendent que lancer des balles courbes présente un risque pour la santé, notamment au niveau du coude du bras lanceur, et plus particulièrement chez les jeunes lanceurs. Il s'agirait en fait d'une idée reçue. la vitesse des lancers, et le nombre de lancers seraient les facteurs déterminants de blessures chez les jeunes lanceurs.